# ألف بيشوب (لاعب كرة قدم)
ألف بيشوب (بالإنجليزية: Alf Bishop) (17 يوليو 1902 في المملكة المتحدة - 5 مارس 1944 في المملكة المتحدة) هو لاعب كرة قدم بريطاني (وحمل سابقاً جنسية المملكة المتحدة لبريطانيا العظمى وأيرلندا) في مركز الهجوم. لعب مع نادي ساوثهامبتون ونادي بارو وسانت ألبانز سيتي ونادي ليمنجتون ونادي تلفورد يونايتد وCradley Heath F.C. ‏.